# Calycorectes
Calycorectes là một chi thực vật có hoa trong họ Myrtaceae. Chúng được mô tả lần đầu tiên như một chi vào năm 1856. Chi này có xuất xứ từ Nam Mỹ, miền nam Mexico và Cộng hòa Dominica.

## Các loài
1. Calycorectes acutatus (Miq.) Toledo - SE Brazil
2. Calycorectes batavorum McVaugh - Suriname
3. Calycorectes belemii Mattos - Bahia
4. Calycorectes bergii Sandwith - Suriname, Guyana, Fr Guiana
5. Calycorectes beruttii Mattos - Bahia
6. Calycorectes costatus Mattos & D.Legrand - B Amazonas
7. Calycorectes cucullatus Mattos - São Paulo
8. Calycorectes dardanoi Mattos - Pernambuco
9. Calycorectes dominicanus Mattos - Dominican Republic
10. Calycorectes enormis McVaugh - S Venezuela
11. Calycorectes ferrugineus Mattos - Goiás
12. Calycorectes fluminensis Mattos - Rio de Janeiro
13. Calycorectes grandifolius O.Berg - Suriname, French Guiana
14. Calycorectes heringerianus Mattos - Minas Gerais
15. Calycorectes langsdorffii O.Berg - Bahia
16. Calycorectes martianus O.Berg - Rio de Janeiro
17. Calycorectes maximus McVaugh - Suriname
18. Calycorectes mexicanus O.Berg - Oaxaca, Veracruz[5]
19. Calycorectes orlandoi Mattos - Bahia
20. Calycorectes paraguayensis Mattos - São Paulo, Paraguay
21. Calycorectes paranaensis Mattos - Paraná
22. Calycorectes pirataquinensis Mattos - Bahia
23. Calycorectes pohlianus (O.Berg) Kiaersk. - Rio de Janeiro Santa Catarina
24. Calycorectes rodriguesii Mattos & D.Legrand - B Amazonas
25. Calycorectes rogersianus Mattos - Colombia
26. Calycorectes schottianus Berg - Rio de Janeiro, Paraná
27. Calycorectes teixeireanus  Mattos  - Rio de Janeiro
28. Calycorectes wurdackii McVaugh - Peru

Các loài trước đây
Các loài dưới đây từng thuộc chi Calycorectes, hiện đã được chuyển sang các chi khác: Eugenia, Hottea, Plinia, Psidium, Siphoneugena, Stereocaryum.
1. Calycorectes ambivalens - Eugenia lagoensis
2. Calycorectes australis - Eugenia brevistyla
3. Calycorectes cubensis - Plinia cubensis
4. Calycorectes densiflorus - Siphoneugena densiflora
5. Calycorectes duarteanus - Eugenia brevistyla
6. Calycorectes guyanensis - Eugenia galbaoensis
7. Calycorectes latifolius - Eugenia latifolia
8. Calycorectes legrandii  - Eugenia psidiiflora
9. Calycorectes lourteigiae - Eugenia malacantha
10. Calycorectes macrocalyx - Eugenia wentii
11. Calycorectes minutifolius - Eugenia neibensis
12. Calycorectes moana - Hottea moana
13. Calycorectes ovigerus - Stereocaryum ovigerum
14. Calycorectes protractus - Psidium sartorianum
15. Calycorectes psidiiflorus - Eugenia psidiiflora
16. Calycorectes riedelianus - Eugenia psidiiflora
17. Calycorectes rubiginosus - Stereocaryum rubiginosum
18. Calycorectes schultzianus - Eugenia psidiiflora
19. Calycorectes sellowianus - Eugenia brevistyla
20. Calycorectes striatulus - Eugenia psidiiflora
21. Calycorectes widgrenianus - Siphoneugena crassifolia
22. Calycorectes yatuae - Eugenia yatuae